# Niklaus Franz von Bachmann
Niklaus Leodegar Franz Ignaz von Bachmann (Näfels, 27 marzo 1740 – Näfels, 11 febbraio 1831) è stato un generale svizzero, che combatté le guerre napoleoniche.

## Biografia

### Origini e gioventù
Nacque in una famiglia aristocratica svizzera di lunga tradizione militare. Tra i suoi antenati c'erano Kaspar von Gallati (1535-1619) e Kaspar Freuler (1595-1651), primo e quarto colonnello del reggimento di guardie svizzere del re di Francia.
Fu il più giovane figlio del maresciallo di campo Freiherr Karl Leonhard von Bachmann e di Maria Elisabetha Keller von Kellern, figlia di Franz Anton Leodegar, membro del Piccolo Consiglio di Lucerna. Suo fratello maggiore era Karl Josef von Bachmann, maggiore e maresciallo di campo, divenuto ufficiale comandante nelle guardie svizzere il 10 agosto 1792.
La sorella Maria Dorothea sposò Franz Josef Muller von Friedberg, primo ministro del principe abate di San Gallo, e fu madre di Karl Muller von Friedberg, politico svizzero, fondatore e primo landamano del cantone di San Gallo. Niklaus Franz von Bachmann studiò presso il collegio gesuita a Feldkirch e presso l'istituto nazareno di Rom prima di arruolarsi nei reggimenti svizzeri dell'esercito francese nel 1756.

### Carriera militare in Francia
Alfiere nel 1758, capitano nel 1759 nel reggimento Widmer, maggiore nel 1768 nel reggimento Boccard, e tenente colonnello nel 1773, nel 1778 fu nominato Cavaliere dell'Ordine di San Luigi.
Fu incaricato dell'addestramento delle truppe francesi mandate in America settentrionale a combattere contro l'Impero britannico nella guerra d'indipendenza americana, e introdusse l'addestramento prussiano nell'esercito francese. Nel 1779 fu promosso colonnello e nel 1789 fu nominato al Consiglio supremo di guerra. Al comando del reggimento di Salis-Samade, fu di stanza a Parigi per reprimere i disordini nel luglio 1789. La rivoluzione francese portò con sé lo scioglimento del reggimento di guardie svizzere e la fine del legame tra monarchia francese e confederazione svizzera.
Il 10 agosto 1792, suo fratello Karl Josef fu condannato a morte per aver partecipato alla difesa del re Luigi XVI, e la sentenza fu eseguita nel settembre dello stesso anno tramite ghigliottina.

### Carriera militare in Sardegna ed Austria
Bachmann, sconvolto dalla caduta della monarchia e dalla condanna subita dal fratello, lasciò la Francia e tornò in Svizzera. Qui, da monarchico convinto fedele all'ancien régime per tutta la vita, mise insieme un proprio reggimento e nel 1793 entrò al servizio di Vittorio Amedeo III, re di Sardegna, che stava rafforzando il proprio esercito in previsione di un attacco francese.
Aspro nemico dei rivoluzionari (che chiamava "i regicidi") combatté in Valle d'Aosta e fu promosso tenente generale nel 1794, nonché Cavaliere dell'Ordine dei Santi Maurizio e Lazzaro e conte del Regno di Sardegna (titolo che non utilizzò mai, preferendo l'antico freiherr della famiglia Bachmann). Dopo la sconfitta della Sardegna per mano di Napoleone Bonaparte fu obbligato a tornare in patria. Non appena prese vita la seconda coalizione si arruolò nell'esercito austro-britannico e comandò le truppe svizzere all'interno della coalizione. Nel 1800 reintrodusse tra le sue truppe l'antico simbolo svizzero della croce bianca in campo rosso, non più utilizzato dal Medioevo.

### Stecklikrieg, trionfo e ritiro
Nel 1802 la dieta federale svizzera di Schwyz lo nominò comandante in capo dell'esercito federale svizzero che combatté l'esercito della Repubblica Elvetica. In una breve campagna (chiamata Stecklikrieg, la "guerra dei bastoni", dall'armamento rudimentale degli insorti) sconfisse l'esercito nemico e causò quasi il collasso della Repubblica Elvetica quando intervenne Napoleone. Il generale Rapp inviato da Napoleone per pacificare la Svizzera fu accolto con rabbia da Bachmann per essere giunto solo 24 ore dopo che il conflitto si era già risolto. Non ottenendo la fiducia di Napoleone, e senza nessuna simpatia per i nuovi governi di Svizzera e Francia, Bachmann si ritirò all'età di 63 anni.

### Settima coalizione
Nel 1815, dopo il ritorno di Napoleone dall'isola d'Elba, la dieta federale svizzera lo richiamò in servizio nominandolo di nuovo comandante in capo dell'esercito. Comandò l'esercito che invase la Francia nel 1815, ancora sotto l'insegna della croce bianca in campo rosso.
Dopo la guerra ricevette la gran croce dell'Ordine di San Luigi (Francia), dell'Ordine imperiale di Leopoldo (Austria), e dell'Ordine dei Santi Maurizio e Lazzaro (Sardegna). La dieta svizzera, che non aveva a disposizione Ordini da assegnare, gli consegnò una spada cerimoniale con un'elsa d'oro. Luigi XVIII gli offrì l'incarico di ispettore generale di tutti i reggimenti svizzeri della Francia, ma declinò l'offerta a causa dell'età. Nel 1819 assistette, come ospite d'onore, all'inaugurazione del Monumento del Leone di Lucerna, opera di Bertel Thorvaldsen, che commemorava il sacrificio della guardia svizzera. Il nome del fratello è inciso al secondo posto della lista dei caduti. Morì nel 1831 nella propria casa all'età di 90 anni.

## Gradi militari
- 1758: Alfiere (Reggimento Widmer);
- 1759: Capitano (Reggimento Widmer);
- 1768: Maggiore (Reggimento Boccard);
- 1773: Tenente Colonnello (Reggimento Boccard);
- 1778: istruttore di tutte le truppe destinate all'America (Regno di Francia);
- 1779: Colonnello (Reggimento Boccard);
- 1789: Membro del Consiglio di Supremo di guerra (Regno di Francia);
- 1794: Tenente Generale (Regno di Sardegna);
- 1802: Comandante in capo dell'esercito federale svizzero (dieta di Schwyz, Federalisti);
- 1815: Comandante in capo dell'esercito (Confederazione Elvetica);
- 1815: Ispettore di tutti i reggimenti svizzeri (Regno di Francia) (Fu rifiutato a causa dell'età avanzata).

## Onorificenze
- Freiherr
- 1778: Cavaliere dell'ordine di San Luigi (Regno di Francia);
- 1794: Cavaliere dell'ordine dei santi Maurizio e Lazzarro (regno di Sardegna e Piemonte);
- 1794: Conte del Regno di Sardegna (regno di Sardegna e Piemonte);
- 1815: Cavaliere di Gran Croce dell'ordine di San Luigi (Regno di Francia);
- 1815: Cavaliere di Gran Croce dell'ordine di imperiale di Leopoldo (Impero Austriaco);
- 1815: Cavaliere di Gran Croce dell'ordine dei santi Maurizio e Lazzarro (regno di Sardegna e Piemonte);
- 1815: Spada con Elsa d'oro (confederazione Elvetica).